# Arachnocephalus minutus
Arachnocephalus minutus är en insektsart som beskrevs av Lucien Chopard 1955. Arachnocephalus minutus ingår i släktet Arachnocephalus och familjen Mogoplistidae. Inga underarter finns listade i Catalogue of Life.